# ويليام جوزيف بريان
ويليام جوزيف بريان (بالإنجليزية: William Joseph Bryan)‏ هو معالج نفسي وعالم نفس أمريكي، ولد في 1924، وتوفي في 1977.